# Bothwell (Tasmanien)
Bothwell ist eine Kleinstadt im Zentrum des australischen Bundesstaates Tasmanien. Sie liegt am Clyde River und bei der Volkszählung 2011 wurde eine Einwohnerzahl von 391 festgestellt. Sie gehört zur Local Government Area Central Highlands Municipality.
Die Stadt ist für die Jagd bekannt und liegt in der Nähe der größeren Seen der Midlands am Lake Highway (A5).
Ab 1848 waren die irischen Nationalistenführer John Mitchel und John Martin hier für einige Jahre im Exil. Ihr damaliges Wohnhaus, das Nant Cottage, ist heute noch zu sehen.
In Bothwell findet man den ältesten Golfplatz Australiens, Ratho, der in den 1850er-Jahren angelegt wurde.